# اس‌ام‌اس وی۴۸
اس‌ام‌اس وی۴۸ (به انگلیسی: SMS V48) یک کشتی بود که طول آن 79.5 meters بود. این کشتی در سال ۱۹۱۵ ساخته شد.